# Surlingham
Surlingham is een civil parish in het bestuurlijke gebied South Norfolk, in het Engelse graafschap Norfolk met 725 inwoners.

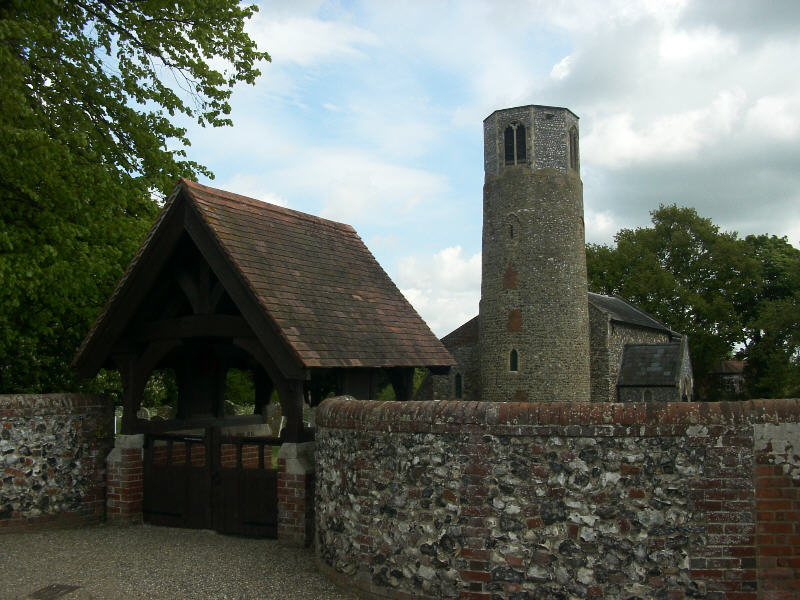
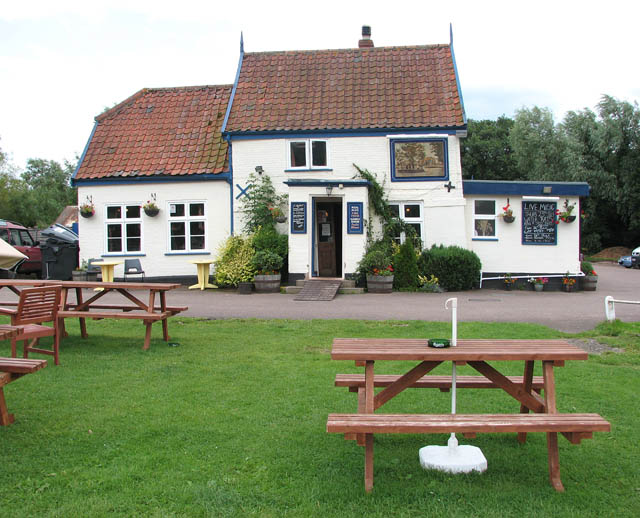